# Valença d'Albigés
Valença d'Albigés (en francès Valence-d'Albigeois) és un municipi francès situat al departament del Tarn i a la regió d'Occitània.

## Demografia
| 1962                                       | 1968  | 1975  | 1982  | 1990  | 1999  | 2006  | 2007  |
| ------------------------------------------ | ----- | ----- | ----- | ----- | ----- | ----- | ----- |
| 1.135                                      | 1.155 | 1.042 | 1.145 | 1.194 | 1.142 | 1.265 | 1.270 |
| Des de 1962: població sense dobles comptes |       |       |       |       |       |       |       |

## Administració
| Període   | Identitat        | Partit |
| --------- | ---------------- | ------ |
| 1989-2001 | Roger Blanc      |        |
| 2001-2010 | Pierre Souyris   |        |
| 2010-     | Christine Deymié | PCF    |